# Ființă energetică

O fiinţă energetică din serialul TV Stargate Atlantis, episodul "Epiphany".

O ființă energetică sau astrală este un grup de forme fictive de viață care au în comun anumite caracteristici și abilități care sugerează că acestea ar fi compuse din energie pură și nu din materie. Ele apar în mituri și legende, întâmplări paranormale, întâlniri cu OZN-uri, precum și în diverse lucrări de science-fiction.
Mai degrabă decât să fie compuse literalmente din energie, în sensul fizic, „ființele din energie” sunt de obicei descrise ca fiind compuse dintr-un lichid translucid strălucitor, oarecum în comun cu reprezentările fantomelor. 